# (9276) Timgrove
(9276) Timgrove est un astéroïde de la ceinture principale.

## Description
(9276) Timgrove est un astéroïde de la ceinture principale. Il fut découvert le 13 septembre 1980 à l'observatoire Palomar par Schelte J. Bus. Il présente une orbite caractérisée par un demi-grand axe de 2,35 UA, une excentricité de 0,07 et une inclinaison de 5,3° par rapport à l'écliptique.

## Compléments